# Och du tände stjärnorna
Och du tände stjärnorna är ett studioalbum från 1994 av det svenska dansbandet Thorleifs. Albumet placerade sig som högst på 45:e plats på den svenska albumlistan.

## Låtlista
1. "Du gav mig kärlek"
2. "Innan natten blir till dag"
3. "Och du tände stjärnorna"
4. "Det sa bom bom i mitt hjärta"
5. "Jag var så kär"
6. "Får du tårar på din kind"
7. "Vinternatt"
8. "The Young Ones"
9. "Fem röda rosor till dej"
10. "Måne"
11. "En gyllene ring"
12. "Du sa farväl"
13. "Vi tror på lyckan"
14. "Swing it, magistern!" (medley)
15. "Puff, the Magic Dragon"
16. "Så länge hjärtat slår"
17. "När natten blir till dag"

## Listplaceringar
| Lista (1994) | Topplacering |
| ------------ | ------------ |
| Sverige      | 45           |